# Gewerkschaften in Lettland
Die Gewerkschaften in Lettland gehören zum größten Teil einem Gewerkschaftsbund an:
| Name des Gewerkschaftsbunds                                                     | Mitglieder | Zugehörigkeit zu einem Internationalen Gewerkschaftsverband |
| ------------------------------------------------------------------------------- | ---------- | ----------------------------------------------------------- |
| Latvijas Brīvo arodbiedrību savienība LBAS (Freier Gewerkschaftsbund Lettlands) | 82.000     | EGB, IGB                                                    |

## Mitgliedsgewerkschaften, internationale Kontakte
Mitgliedsgewerkschaften des LBAS sind u. a. (in Klammern jeweils: Mitgliederzahlen, Zugehörigkeit zu einer Globalen Gewerkschaftsföderation):
- LatvijasIzglītības un zinātnesdarbiniekuarodbiedrība LIZDA (Gewerkschaftsbund der Arbeitnehmer aus Bildung und Wissenschaft)
(24.000, EI / ETUCE);
- Latvijas Dzelzceļnieku un satiksmesnozaresarodbiedrība LDzSA (Gewerkschaftsbund des Schienenverkehrs Lettlands)
(10.000, ITF / ETF).

Daneben gibt es u. a.:
- LatvijasVeselības un sociālāsaprūpesdarbiniekuarodbiedrība LVSADA (Gewerkschaftsbund der Arbeitnehmer aus Gesundheitswesen und Sozialpflege)
(8.000, PSI / EPSU).